# ميشيل غوبي
ميشيل غوبي (بالإيطالية: Michele Gobbi)‏ (و. 1977  م) هو راكب دراجة هوائية إيطالي، ولد في فيتشنزا.

## روابط خارجية
- ميشيل غوبي على موقع الاتحاد الدولي للدراجات (الإنجليزية)
- ميشيل غوبي على موقع أرشيف الدراجات (الإنجليزية)
- ميشيل غوبي على موقع إحصائيات الدراجات الإحترافية (الإنجليزية)
- ميشيل غوبي على موقع نسبة الدراجات (الإنجليزية)
- ميشيل غوبي على موقع CycleBase (الإنجليزية)